# 利瑙湖

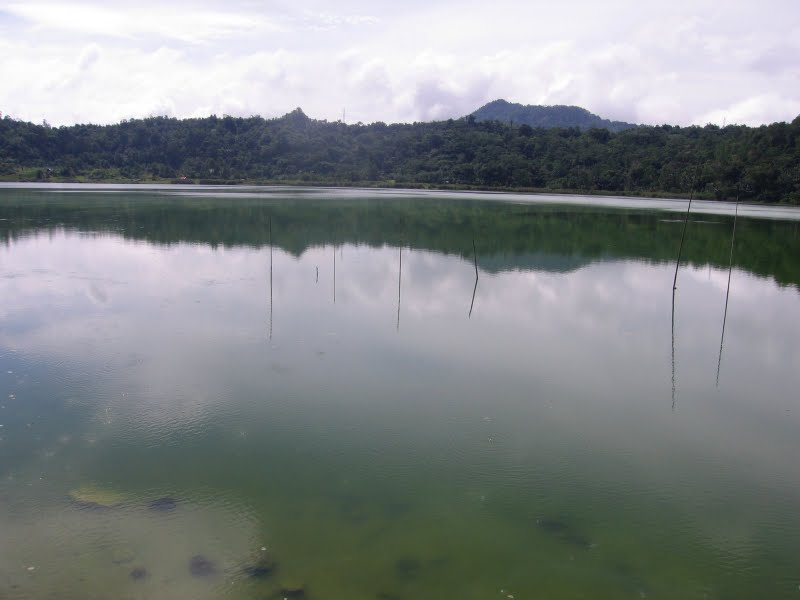
利瑙湖

利瑙湖（印尼语：Danau Linouw）是印度尼西亚北苏拉威西省的一个火山口湖，位于托莫洪市南部。湖边缘深处的几个湖底泉口冒出热气，由于湖的化学成分会变化，湖水也经常变色，会出现红色、深绿色，甚至深蓝色。因为湖中常有大量硫磺的缘故，湖水会散发出强烈的臭鸡蛋味。“利瑙”一词来自米纳哈萨语，意为“水聚集的地方”。
位于曼纳多（Manado）30公里处的林奥湖（Lake Linow）可通过沿着东部通往Tomohon的道路行驶3公里（大约需要一个小时）到达。 在旅途中，您可以欣赏到青山和树木的郁郁葱葱。 仍然活跃的洛孔山（Mount Lokon）也可见，增添了周围景观的美丽。 拥有近乎完美的三角形形状，这座山是一道青翠的风景线。 访客可以沿着湖边散步，但不建议游泳，因为湖水中含有高浓度的硫磺。 接触硫磺可能会导致严重的伤害并有致命后果。。

## 资料来源
1. ↑  . Asia for Visitors.   [2017-05-19]. （原始内容存档于2018-11-01）.
2. ↑  . Indonesia-tourism.com.   [2017-05-19]. （原始内容存档于2020-03-08）.
3. ↑  . BicaraFakta.com.   [2023-04-23]. （原始内容存档于2023-05-30）.

1°16′12″N 124°49′37″E / 1.270°N 124.827°E